# Allotrichoma longivens
Allotrichoma longivens är en tvåvingeart som beskrevs av Mario Bezzi 1928. Allotrichoma longivens ingår i släktet Allotrichoma och familjen vattenflugor.
Artens utbredningsområde är Fiji. Inga underarter finns listade i Catalogue of Life.